# Brzozowa (Staszów)
Pour les articles homonymes, voir Brzozowa.
Brzozowa est une localité polonaise de la gmina de Połaniec, située dans le powiat de Staszów en voïvodie de Sainte-Croix.